# Kradzież (film)
Kradzież – polski barwny film telewizyjny z 1975 roku, w reżyserii Piotra Andrejewa. Inspiracją do scenariusza było autentyczne wydarzenie, w którym o kradzież posądzono niesłusznie studentów sprzątających w zakładzie pracy.

## Fabuła
Młodego chłopaka, studenta budzi rano telefon z zakładu pracy, gdzie dzień wcześniej wraz z kolegami sprzątał wysłany przez studencką spółdzielnię pracy. Dostaje przez telefon ultimatum - ma znaleźć złodzieja drogiego urządzenia pomiarowego, jeśli tego nie zrobi - zostaje zawiadomiona milicja. Zaczyna na własną rękę prowadzić dochodzenie - odwiedza swoich kolegów i próbuje wybadać, który z nich wziął urządzenie. Nazajutrz rano okazuje się, że urządzenie się znalazło i kierownik zakładu, któremu tak zależało na ustaleniu kto jest złodziejem twierdzi teraz, że to jest zupełnie nieważne, kto je zabrał.